# Jannik Huth
Jannik Huth (Bad Kreuznach, 15 april 1994) is een Duits voetballer die als doelman speelt. Hij stroomde door vanuit de jeugd van 1. FSV Mainz 05. In juli 2019 tekende hij bij SC Paderborn 07.

## Clubcarrière
Huth speelde in de jeugd bij SG Guldental, Hassia Bingen en 1. FSV Mainz 05. Op 24 mei 2014 debuteerde hij voor het tweede elftal van Mainz tegen Wormatia Worms. Op 5 oktober 2014 debuteerde de doelman in de 3. Liga tegen Holstein Kiel. Op 29 augustus 2015 nam Huth voor het eerst plaats op de reservenbank van Mainz in het Bundesligaduel tegen Hannover 96. In 2015 verlengde hij zijn contract tot medio 2017. In januari 2018 werd hij verhuurd aan Sparta Rotterdam. Na zijn verhuurperiode kreeg hij in seizoen 2018/19 geen speelminuten bij FSV Mainz 05, waardoor hij in het volgende seizoen een transfer maakte naar SC Paderborn 07. Daar tekende hij een contract tot medio 2022.

## Interlandcarrière
In augustus 2015 werd Huth voor het eerst opgeroepen voor Duitsland –21, waar hij moet concurreren met Odisseas Vlachodimos en Timon Wellenreuther.